# インジウム
インジウム（英: indium [ˈɪndiəm]）は、原子番号49の元素。元素記号は In。第13族元素の1つ。銀白色の柔らかい金属である。常温で安定な結晶構造は正方晶系。比重7.3、融点は156.4 °Cと低い。常温では空気中で安定である。酸には溶けるが、塩基や水とは反応しない。

## 名称
名前は発光スペクトルが濃い藍色 (indigo) であったことが由来。

## 用途
ITO (Indium Tin Oxide) と略称される酸化インジウムスズは、導電性があるのに透明であることから液晶やプラズマといったフラットパネルディスプレイの電極（透明導電膜）に使われている（他のピクセルからの光を阻害せずにそれぞれのピクセルに電気信号を伝達できるため）。
そのほか、シリコン、ゲルマニウムに添加（ドープ）してp型半導体を形成する。融点が低いので、低融点合金であるはんだなどに利用される。またインジウムの化合物では、リン化インジウム (InP) などの化合物半導体が注目を集めている。
熱伝導の良さから、箔状に延ばしたものがクライオポンプ等に用いられている。
また、インジウムはガラスに弾かれないという特性を持つため、高レベルの真空を求める装置等でパッキンとして利用される。

## 歴史
1863年、リヒター (H. T. Richter) とライヒ (F. Reich) によって、閃亜鉛鉱の発光スペクトルの中に発見された。

## 化合物
- 酸化インジウム (In2O3)
- リン化インジウム (InP)
- ヒ化インジウム (InAs)
- アンチモン化インジウム (InSb)

## 同位体
右側の表の通り、自然界には質量数113のインジウムと質量数115のインジウムの2種が存在し、95%以上が質量数115のものである。この同位体は天然放射性同位体である。1つ以上の安定同位体を持つ元素の中で、天然放射性同位体が安定同位体より多く存在しているものとしてはインジウムの他にテルルとレニウムがある。
このインジウム115は天然放射性同位体といえど半減期が441兆年と極端に長く、限りなく安定同位体に近い。現在インジウムは透明導電膜、光デバイスや半導体用途向けに需要が高まっているが、そのほとんどが放射性同位体であっても、現在の用途では放射性同位体であることを無視してよいとされる。将来、原子1個レベルでの信頼性が問われるような製品が出た場合でも問題になることは稀だと考えられている。

## 毒性
1990年代半ばまではインジウムの毒性について、情報が非常に乏しく、安全な金属と考えられていたが、2001年にはITO吸入に起因すると考えられる間質性肺炎の死亡例があり、ITO取り扱い作業者の中で間質性肺障害の症例が報告されている。近年の研究では、動物実験において、化合物半導体であるInPの発癌性が確認され、InPに加えて他のインジウム化合物においても強い肺障害性が認められるなど、フラットパネルディスプレイなどにおけるITO需要が進む状況下において、インジウムの健康への影響が懸念されている。
2010年12月に厚労省からインジウム・スズ酸化物等取扱い作業による健康障害防止対策が、通達として発表された。

## 供給

### 採掘
かつてインジウムを世界で最も多く産出していた鉱山は、日本の北海道札幌市の豊羽鉱山であった。採掘場所が坑道の奥になるにつれて採掘環境が高温となり、冷却装備を施すと高コストとなる問題があり、従来工法での可採部分での資源枯渇を理由に2006年3月31日をもって採掘を停止した。2017年時点、中国が世界最大の生産・輸出国である。アメリカ地質調査所の推計によると、2017年に世界で新たに生産されたインジウム地金（720トン）のうち、中国（310トン）に韓国（215トン）、カナダと日本が各70トンと続く。最大消費国は日本である。独立したインジウムの鉱物や高濃度のインジウムを含む鉱石が見つかるのは錫-多金属鉱床と呼ばれるタイプの鉱床で、豊羽や兵庫県の明延（あけのべ）鉱山がこれに相当した。しかし、産出量が多いのは、塊状硫化物鉱床である。

### 日本への輸入
日本への輸入は2006年度で約422トンであり、これは世界中のインジウム取引の約80%の量であった。この内、中国からは61%、韓国からが24%、カナダ8%、台湾6%、米国その他からが1%であった。

### 中国での生産体制
中国の行政報告によると年度は不明ながら近年での採掘資源量は雲南省（5205トン、40%）、広西壮族自治区（4,086トン、31.4%）、内モンゴル自治区（1,067トン、8.2%）、青海省（1,015トン、7.8%）、広東省（910トン、7%）、その他地域（728トン、5.6%）、合計13,014トンという統計値がある。この資源は数百の零細工場によって亜鉛鉱石や鉛鉱石からインジウムの素原料が原始的な方法で取り出され、湖南省株洲工場、広東省招関工場、広西壮族自治区華錫工場、遼寧省蘆島工場、江蘇省南京工場という5大工場に集められて、高純度に精製された後、国内や日本などの海外に供給されている。
2003年からのインジウムの需要急増に対応して湖南省と広東省の亜鉛工場が増産したが、カドミウム公害を起こしたため、広東省では工場が、湖南省ではいくつかの鉱山が2004年から2005年にかけて閉鎖された。雲南省と広西壮族自治区でも採掘現場での環境破壊は深刻だが、山岳地帯であり少数民族地域でもあるため放置されている。
中国政府もインジウムの需要急増に対応して生産を拡大したいが、湖南省と広東省だけに限らず環境問題が解決できないため、2008年時点も果たせないでいる。中国国内産業が工業製品の生産量を増すにつれてインジウムを輸出に回すだけの余分が無くなって来たため、まず2005年から輸出に与えられていた還付税が減額され、2006年9月14日には完全に撤廃された。インジウムの海外からの委託加工も禁止された。
日本では2006年まで札幌の鉱山で世界最大のインジウム生産量を誇っていたが、環境問題とはならなかった。中国では今、環境問題のために生産量に制約が生じており、日本への供給が減ってきている。中国と日本の利害は一致するように見えるが良いニュースは聞こえて来ない。

### 日本の対応策
レアメタルであるインジウムの生産量は世界的に限られており、需要に対する供給量の逼迫が問題となっている。資源を持たない日本の産業界ではこれまで同種の危機に直面した時と同じように、多面的な解決策によって最小限の輸入量で国内産業への影響を回避すべく行動している。

#### リサイクル
2003年から3年間で価格は5倍に上昇した。そのため、生産過程で出る廃材からのリサイクルや、使用済み電子機器からの回収といった方法が進められている。

#### 代替材料
住友金属鉱山ではITOの代わりにZTO (Zinc Tin Oxide) が使えないか検討中であり、東ソーでも同じく亜鉛ベースの化合物でテストを行なっている。